# بي جاي تاكر
بي جاي تاكر (بالإنجليزية: P. J. Tucker)‏ مواليد 5 مايو 1985 في رالي، هو لاعب كرة سلة أمريكي بدأ مسيرته الاحترافية في سنة 2006 حيث تم اختياره من قبل فريق تورونتو رابتورز خلال الدرافت يلعب مع فريق فينيكس صنز في الرابطة الوطنية لكرة السلة ويحمل الرقم 17. يبلغ طوله 6 قدم 6 بوصة (2.0 م).

## فرق لعب لها
- تورونتو رابتورز
- بروس باسكتس
- فينيكس صنز

## إحصائيات المسيرة

### الموسم الاعتيادي
| السنة   | الفريق          | لعب | بدأ | دقيقة | ميداني% | ثلاثية | حرة  | ارتداد | صنع | استلاب | تصدي | نقطة |
| ------- | --------------- | --- | --- | ----- | ------- | ------ | ---- | ------ | --- | ------ | ---- | ---- |
| 2006–07 | تورونتو رابتورز | 17  | 0   | 4.9   | .500    | .000   | .571 | 1.4    | .2  | .1     | .0   | 1.8  |
| 2012–13 | فينيكس صنز      | 79  | 45  | 24.2  | .473    | .314   | .744 | 4.4    | 1.4 | .8     | .2   | 6.4  |
| 2013–14 | فينيكس صنز      | 81  | 81  | 30.7  | .431    | .387   | .776 | 6.5    | 1.7 | 1.4    | .3   | 9.4  |
| 2014–15 | فينيكس صنز      | 78  | 63  | 30.6  | .438    | .345   | .727 | 6.4    | 1.6 | 1.4    | .3   | 9.1  |
| 2015–16 | فينيكس صنز      | 82  | 80  | 31.0  | .411    | .330   | .746 | 6.2    | 2.2 | 1.3    | .2   | 8.0  |
| المسيرة |                 | 337 | 269 | 27.9  | .436    | .349   | .747 | 5.7    | 1.6 | 1.1    | .3   | 7.9  |

## روابط خارجية
- بي جاي تاكر على موقع الدوري الأوروبي لكرة السلة (الإنجليزية)
- بي جاي تاكر على موقع إن بي أي (الإنجليزية)
- بي جاي تاكر على موقع سبورتس رفرنس (الإنجليزية)
- بي جاي تاكر على موقع كرة السلة الأوروبية.كوم (الإنجليزية)
- بي جاي تاكر على موقع إي إس بي إن.كوم (الإنجليزية)
- بي جاي تاكر على موقع كلية كرة السلة في سبورتس رفرنس.كوم (الإنجليزية)
- بي جاي تاكر على موقع ريلجم (الإنجليزية)
- بي جاي تاكر على موقع بروبوليرز (الإنجليزية)
- بي جاي تاكر على موقع سبورتس رفرنس (الإنجليزية)
- بي جاي تاكر على موقع سبورتس رفرنس (الإنجليزية)